# Ascorhynchus ramipes
Ascorhynchus ramipes là một loài nhện biển trong họ Ascorhynchidae. Loài này thuộc chi Ascorhynchus. Ascorhynchus ramipes được miêu tả khoa học năm 1879 bởi Böhm.